# Jos Volders
Jozef 'Jos' Volders (Kwaadmechelen, 30 december 1949) is een gewezen Belgische voetballer. Hij speelde onder meer voor RSC Anderlecht en Club Brugge.

## Carrière
Jos Volders werd geboren op 30 december 1949 en begon voor het eerst te voetballen bij Taxandria FC Kwaadmechelen. Maar zelfs bij de jeugd viel de linksvoetige verdediger al op. Uiteindelijk maakte hij de overstap naar RSC Anderlecht, waar hij in 1967 samen met Maurice Martens zijn debuut maakte in het A-elftal. De toen 18-jarige Volders speelde in zijn eerste seizoen 10 wedstrijden. Maar de concurrentie was groot want naast Martens, die ook linksachter was, moest Volders de strijd aangaan met gevestigde waarden zoals Jean Cornelis, Georges Heylens en Pierre Hanon.
In 1968 werd hij landskampioen met RSC Anderlecht, maar een seizoen later speelde hij nog amper. Coach Norberto Höfling gaf hem geen speelkansen en pas toen Georg Kessler het roer overnam kwam Volders terug in het elftal. Anderlecht won dat seizoen de titel en de Beker van België. Ondertussen was Volders niet meer weg te denken uit het team. Als linksachter won hij in 1973 voor de tweede keer op rij de Beker en in 1974 voor de derde keer de landstitel.
In 1974 tekende hij een contract bij Club Brugge. RSC Anderlecht haalde bij Standard Luik de verdediger Jean Thissen om het vertrek van Volders op te vangen. In Brugge was Volders in '74 niet de enige nieuwkomer. René Vandereycken, Birger Jensen en Roger Van Gool zijn enkelen van de vele namen die in dat jaar bij Club Brugge debuteerden. Ook trainer Ernst Happel was een nieuwkomer.

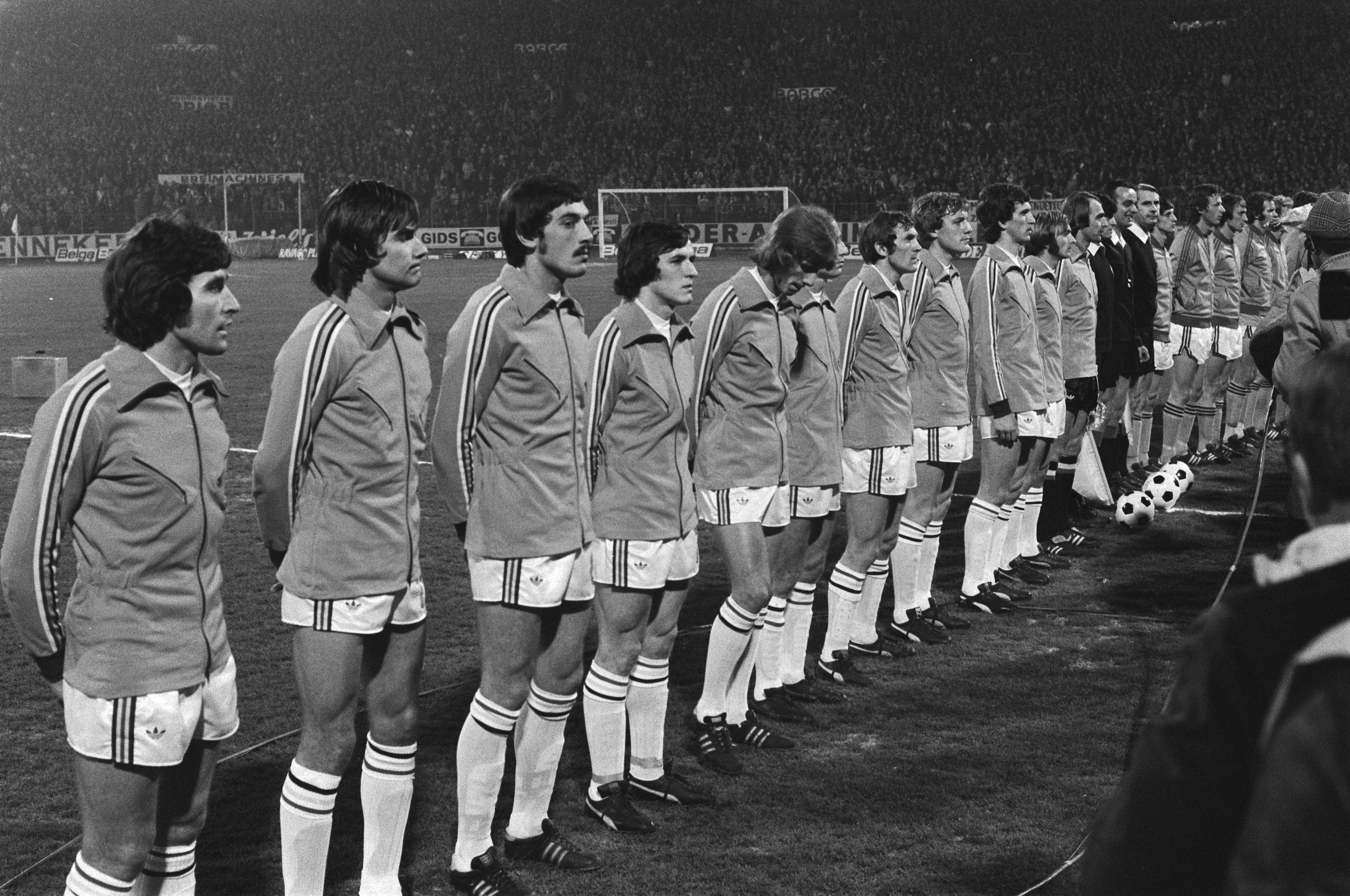
Volders met het Belgisch nationaal elftal in zijn enige interland (1977)

Coach Happel maakte van Volders meteen een titularis en van Club Brugge een topploeg. In 1976, 1977 en 1978 speelde Club steeds kampioen. In '77 won het ook nog de Beker van België. De prestaties van Volders leverden hem een selectie voor de Rode Duivels op. Ook Europees kon Club Brugge schitteren, al kende het echter heel wat pech. In '76 speelden Volders en co de finale van de UEFA Cup. Die finale werd verloren van Liverpool FC. Twee jaar later stonden ze opnieuw in een finale, ditmaal in die van de Europacup I. Opnieuw stond de ploeg van Happel tegenover Liverpool FC. Het werd 0-1 voor de Engelsen.
Na die laatste verloren finale stapte Ernst Happel op en ging elders aan de slag als coach. Volders bleef wel en zag hoe András Béres trainer werd. De Hongaar bleef slechts één seizoen. In 1979 werd Han Grijzenhout hoofdcoach en plots kreeg Volders heel wat minder speelkansen. Club Brugge kende een mindere periode na hun Europese successen in '76 en '78. Uiteindelijk bleef de Nederlander Grijzenhout ook maar één seizoen. Hij werd opgevolgd door de Fransman Gilbert Gress. Volders kreeg dat seizoen vier keer de kans om mee te spelen. Maar ook Gress stelde teleur en werd vervangen.
In 1981 vertrokken er heel wat belangrijke spelers. René Vandereycken (FC Genoa), Georges Leekens (Sint-Niklaas), Walter Meeuws (Standard Luik) en Fons Bastijns (Duinkerke) lieten een groot gat achter. De toen 32-jarige Jos Volders bleef wel en kreeg terug meer speelkansen. In 1982 slaagde Club Brugge er net in om niet te degraderen. Van de topclub onder Ernst Happel bleef niets meer over. Volders vertrok op het einde van het seizoen naar KV Mechelen.
Daar speelde Volders nog twee seizoenen. In zijn eerste seizoen promoveerde hij naar Eerste Klasse en in zijn tweede en laatste seizoen bij KV Mechelen werd hij zesde in het eindklassement.
In 1984 nam hij afscheid van het hoogste niveau. Hij was nog even trainer-speler bij Eendracht Aalter alvorens voorgoed te stoppen met voetballen. Hij ging vervolgens VK Torhout en later ook nog FC Oostakker coachen.

## Erelijst

### Speler
RSC Anderlecht
- Eerste Klasse: 1967–68, 1971–72, 1973–74
- Beker van België: 1971–72, 1972–73
- Ligabeker: 1973, 1974
- Beker der Jaarbeurssteden: 1969-70 (finalist)

Club Brugge
- Eerste Klasse: 1975–76, 1976–77, 1977–78, 1979–80
- Beker van België: 1976–77[4]
- UEFA Cup: 1975-76 (finalist)[5]
- Europacup I: 1977-78 (finalist)[6]
- Trofee Jules Pappaert: 1978[7]
- Supercup van België: 1980

## Referentielijst
1. ↑  RSC Anderlecht | Palmares. Gearchiveerd op 7 juni 2023.
2. ↑  Anderlecht | De Geschiedenis Van De Club. Gearchiveerd op 1 april 2023.
3. ↑  Club Brugge | Palmares. Gearchiveerd op 31 maart 2023.
4. ↑  Belgium - List of Cup Finals. Gearchiveerd op 28 mei 2022.
5. ↑  Sportuitslagen | Voetbal - UEFA Cup - 1975/1976 - Home. Gearchiveerd op 11 augustus 2023.
6. ↑  Uefa.com 1978 final highlights: Liverpool 1-0 Club Brugge. Gearchiveerd op 11 augustus 2023.
7. ↑  Jules Pappaert Cup. Gearchiveerd op 23 april 2022.